# Los Angeles Film Critics Association Award al miglior attore non protagonista
Il Los Angeles Film Critics Association Award al miglior attore non protagonista (Los Angeles Film Critics Association Award for Best Supporting Actor) è un premio assegnato annualmente dal 1977 dai membri del Los Angeles Film Critics Association al miglior interprete maschile non protagonista di un film distribuito negli Stati Uniti nel corso dell'anno.

## Albo d'oro

### Anni 1970
- 1977: Jason Robards - Giulia (Julia)
- 1978: Robert Morley - Qualcuno sta uccidendo i più grandi cuochi d'Europa (Who Is Killing the Great Chefs of Europe?)
- 1979: Melvyn Douglas - Oltre il giardino (Being There) e La seduzione del potere (The seduction of Joe Tynan)

### Anni 1980
- 1980: Timothy Hutton - Gente comune (Ordinary People)
- 1981: John Gielgud - Arturo (Arthur)
- 1982: John Lithgow - Il mondo secondo Garp (The World According to Garp)
- 1983: Jack Nicholson - Voglia di tenerezza (Terms of Endearment)
- 1984: Adolph Caesar - Storia di un soldato (A Soldier's Story)
- 1985: John Gielgud - Plenty e Battuta di caccia (The Shooting Party)
- 1986: Dennis Hopper - Velluto blu (Blue Velvet) e Colpo vincente (Hoosiers)
- 1987: Morgan Freeman - Street Smart - Per le strade di New York (Street Smart)
- 1988: Alec Guinness - Little Dorrit
- 1989: Danny Aiello - Fa' la cosa giusta (Do the Right Thing)

### Anni 1990
- 1990: Joe Pesci - Quei bravi ragazzi (Goodfellas)
- 1991: Michael Lerner - Barton Fink - È successo a Hollywood (Barton Fink)
- 1992: Gene Hackman - Gli spietati (Unforgiven)
- 1993: Tommy Lee Jones - Il fuggitivo (The Fugitive)
- 1994: Martin Landau - Ed Wood
- 1995: Don Cheadle - Il diavolo in blu (Devil in a Blue Dress)
- 1996: Edward Norton - Tutti dicono I Love You (Everyone Says I Love You), Larry Flynt - Oltre lo scandalo (The People vs. Larry Flynt) e Schegge di paura (Primal Fear)
- 1997: Burt Reynolds - Boogie Nights - L'altra Hollywood (Boogie Nights)
- 1998: 
  - Bill Murray - Rushmore e Sex Crimes - Giochi pericolosi (Wild Things)
  - Billy Bob Thornton - Soldi sporchi (A Simple Plan)
- 1999: Christopher Plummer - Insider - Dietro la verità (The Insider)

### Anni 2000
- 2000: Willem Dafoe - L'ombra del vampiro (Shadow of the Vampire)
- 2001: Jim Broadbent - Iris - Un amore vero (Iris) e Moulin Rouge!
- 2002: Chris Cooper - Il ladro di orchidee (Adaptation.)
- 2003: Bill Nighy - AKA, Il profumo delle campanule (I Capture the Castle), Lawless Heart e Love Actually - L'amore davvero (Love Actually)
- 2004: Thomas Haden Church - Sideways - In viaggio con Jack (Sideways)
- 2005: William Hurt - A History of Violence
- 2006: Michael Sheen - The Queen - La regina (The Queen)
- 2007: Vlad Ivanov - 4 mesi, 3 settimane e 2 giorni (4 Months, 3 Weeks and 2 Days)
- 2008: Heath Ledger - Il cavaliere oscuro (The Dark Knight)
- 2009: Christoph Waltz - Bastardi senza gloria (Inglourious Basterds)

### Anni 2010
- 2010: Niels Arestrup - Il profeta (Un Prophète)
- 2011: Christopher Plummer - Beginners
- 2012: Dwight Henry - Re della terra selvaggia (Beasts of the Southern Wild)
- 2013:
  - James Franco - Spring Breakers - Una vacanza da sballo (Spring Breakers)
  - Jared Leto - Dallas Buyers Club
- 2014: J. K. Simmons - Whiplash
- 2015: Michael Shannon - 99 Homes
- 2016: Mahershala Ali - Moonlight
- 2017: Willem Dafoe - Un sogno chiamato Florida (The Florida Project)
- 2018: Steven Yeun - Burning (Beoning)[1][2]
- 2019: Song Kang-ho - Parasite (Ginsaenchung)[3]

### Anni 2020
- 2020: Glynn Turman - Ma Rainey's Black Bottom[4]
- 2021[5]
  - Kodi Smit-McPhee - Il potere del cane (The Power of the Dog)
  - Vincent Lindon - Titane